# Pleiskirchen
Peiskirchen là một đô thị ở huyện Altötting bang Bayern nước Đức. Đô thị Pleiskirchen có diện tích 52,59 km², dân số thời điểm ngày 31 tháng 12 năm 2006 là 2335 người.